# 314
Évszázadok: 3. század – 4. század – 5. század
Évtizedek: 260-as évek – 270-es évek – 280-as évek – 290-es évek – 300-as évek – 310-es évek – 320-as évek – 330-as évek – 340-es évek – 350-es évek – 360-as évek
Évek: 309 – 310 – 311 – 312 –  313 – 314 – 315 – 316 – 317 – 318 – 319

## Események

### Római Birodalom
- Caius Ceionius Rufius Volusianust és Petronius Annianust választják consulnak.
- Constantinus császár sógorát, Bassianust akarja caesari (trónörökösi) rangra emelni, de Licinius tárcsászár tiltakozására letesz tervéről.
- Meghal Miltiadész pápa pápa. Utóda I. Szilveszter.[1]
- Az észak-afrikai Donatus követői Constantinus császárhoz fordulnak, mert az előző évi lateráni zsinat elítélte tanaikat. A császár által összehívott arelatei zsinaton azonban ismét elítélik és eretneknek nyilvánítják őket. A zsinat meghatározza a húsvét időpontjának számítási módját és kiközösíti a színészeket, valamint a kocsiversenyzőket is.
- Az ancyrai zsinat meghatározza azok büntetését, akik állatokkal hálnak vagy varázslók tanácsát kérik.

## Születések
- Libaniosz, görög szofista filozófus

## Halálozások
- január 10. – Miltiades, római pápa

## Fordítás
- Ez a szócikk részben vagy egészben  a(z)   314 című angol Wikipédia-szócikk ezen változatának fordításán alapul.  Az eredeti cikk szerkesztőit annak laptörténete sorolja fel. Ez a jelzés csupán a megfogalmazás eredetét és a szerzői jogokat jelzi, nem szolgál a cikkben szereplő információk forrásmegjelöléseként.